# اکراند
اکراند (به انگلیسی: Akrund) یک منطقهٔ مسکونی در هند است که در گجرات واقع شده‌است.